# 四本商人
四本商人（しほんしょうにん）は、主に室町時代・戦国時代に活躍した近江国湖東の商人集団で、近江商人のルーツのひとつ。蒲生郡得珍保の野々川商人（保内商人）や、神崎郡小幡荘の小幡商人など、4か所の商人が連合したものである。四本衆、山越衆（やまごえしゅう）ともいう。

## 四本商人
四本商人とは、以下の4か所の商人のことを指す。
- 野々川 - 現在の東近江市今堀町など。「保内商人」、「野々郷商人」とも呼ばれる。
- 石塔（いしどう） - 現在の東近江市石塔町。
- 小幡（おばた） - 現在の東近江市五個荘小幡町。 ※五個荘町#歴史も参照
- 沓懸（くつかけ、沓掛とも） - 現在の愛知郡愛荘町沓掛。

四本商人は比叡山延暦寺の保護を受けた。八風街道、千種街道を経て桑名にいたり、北伊勢、濃尾の商人と通商した。鈴鹿山脈を越える商圏を持ったことから「山越衆」とも呼ばれる。室町時代には、山越えに際して、何百人もの人数の商団を編成し、傭兵を使った警備を必要とするほどの規模を持っていた。
近江から伊勢国の桑名へ向かう際に横断する鈴鹿山脈の峠は、主なものとして、北から鞍掛峠・治田峠・石榑峠・八風峠・根ノ平峠・安楽峠などがある。中現在の東近江市甲津畑町から根ノ平峠を越えて、三重県菰野町千種まで至る千種街道「千種越え」と永源寺町杠葉尾から八風峠を越えて、菰野町田光までの八風街道「八風越え」とが多く利用された。「八風越え」は近江の八日市・近江八幡と桑名とを結ぶ重要な通商路であったが、近江蒲生郡得珍保内の今堀・蛇溝・中野・今在家などの諸郷の商人が、商業を独占していた。永禄2・3年（1559年・1560年）の「保内商人申状案」によると、保内商人が八風・千種越えで、千種氏から両峠の流通独占権を認められ、その見返りとして役銭を支払っていた記録がある。保内商人は桑名で東海地方の産物（主に麻の苧・紙・木綿・土の物・塩・油草・若布・鳥類・海苔類・荒布・魚類・伊勢布など）を仕入れ近江や京都で販売した。また近江からは、京都や周辺で生産された物資の他、木地師の盆、椀、曲物、木炭、麻などの山のものが桑名へ運ばれ伊勢湾を経て尾張以東の東海道諸国へ送られて販売された。
同じく湖東に拠点を持ち若狭方面との通商を担った五箇商人とは対抗関係にあった。ただし、小幡商人は四本商人・五箇商人の双方と関係を有していた。

## 四本商人の商品
- カラムシ（苧麻） - 上布の原料。
- 紙
- 塩
- 海藻類